# Швидкісна дорога S51 (Польща)
Швидкісна дорога S51 — польська швидкісна дорога, яка з'єднує Ольштин зі швидкісною дорогою S7 на розв'язці Ольштинек-захід. Довжина близько 34 км (частково збігається з курсом S16). Повністю проходить через Вармінсько-Мазурське воєводство.
У 2005 році дорога S51 не фігурувала на карті, опублікованій GDDKiA, яка показує стан підготовчих робіт на швидкісних магістралях у Польщі. Проєкт будівництва швидкісної дороги S51 був оприлюднений Ольштинським відділенням GDDKiA в лютому 2008 року. Запланована траса мала бути побудована після 2013 року. Дорогу включили до Оперативної програми «Інфраструктура та довкілля». Яка завершилась введенням в експлуатацію останньої ділянки Ольштинської об’їзної дороги 1 липня 2019 року.

## Дивись також
- Швидка дорога S16